# 李芳述
李芳述（1631年3月15日—1709年1月14日），字贊之，四川重慶府合州永里南漕人。
李芳述行伍出身。三藩之乱时，开始为吴三桂的总兵，康熙十九年（1680年）降清，率部败叛军于四川永宁、叙州，从赵良栋入川，充前锋进讨云南。歷官大定鎮千總，山西西寧鎮總兵，累官至貴州提督，加太子少保授爲鎮遠將軍。康熙四十七年卒官，年七十有七，諡壯敏，崇祀鄉賢。